# اد کارمایکل
اد کارمایکل (انگلیسی: Ed Carmichael; ۲ ژانویهٔ ۱۹۰۷ – ۳ سپتامبر ۱۹۶۰) ژیمناست هنری اهل ایالات متحده آمریکا بود.